# Ernst Tengwall
Ernst Josef Tengwall, född 25 juli 1873 i Vimmerby, död 29 september 1952 i Stockholm, var en svensk läkare.
Ernst Tengwall var son till provinsialläkaren Joseph August Tengwall och Selma Karolina Ekman. Han var kusin till Carl Gustaf Tengwall. Tengwall avlade mogenhetsexamen i Strängnäs 1890 och studerade därefter vid Karolinska Institutet där han blev medicine kandidat 1895 och medicine licentiat 1901. Efter disputation 1917 blev han 1918 medicine doktor vid Lunds universitet. Han var docent i kirurgi i Lund 1918–1920. Efter olika förordnanden, bland annat som amanuens och underkirurg vid Serafimerlasarettet 1902–1905, var han tillförordnad lasarettsläkare i Växjö 1905–1915 samt lasarettsläkare i Växjö 1905–1915 samt lasarettsläkare där 1915–1919, i Helsingborg 1919–1925 och vid kirurgiska avdelningen i Helsingborg 1925–1938. Tengwall tjänstgjorde under Finska vinterkriget som kirurg vid krigssjukhuset i Borgå januari-februari 1940 och var läkare vid beredskapssjukhuset i Stockholm för finska invalider april-september samma år. Han gjorde många studieresor inom Europa och även 1912 i USA. Från 1938 var han bosatt i Stockholm. Tengwall far särskilt känd som föregångsman inom prostatakirurgin och publicerade ett flertal arbeten inom det området, liksom inom hjärtsäckens kirurgi. Under Tengwalls ledning byggdes läns- och stadslasarettet i Helsingborg om. Han tillhörde styrelsen för Svensk kirurgisk förening 1937–1939. 1916–1918 var han stadsfullmäktig i Växjö.